# Centrum kształcenia ustawicznego
Centrum kształcenia ustawicznego (skrót CKU) − bezpłatna publiczna placówka (najczęściej zespół szkół) w polskim szkolnictwie, zwykle z wieloletnią tradycją, której zadaniem jest ustawiczne kształcenie osób dorosłych oraz umożliwienie im zdobycia zawodu. Obecnie coraz bardziej widoczne są centra kształcenia zawodowego i ustawicznego (CKZiU), które powstają w wyniku przeobrażania się CKU, jak też centrów kształcenia praktycznego (CKP). Z racji szerszego zakresu działalności CKZiU lepiej wpasowują się w zmieniający się rynek edukacyjny oraz potrzeby rynku pracy.